# José Lúis Lodico
José Luis "Pino" Lodico fue un futbolista argentino, nacido el 4 de enero de 1952 en Piñeiro, Avellaneda, provincia de Buenos Aires. Es recordado como uno de los grandes ídolos del Club Atlético Lanús, donde dejó una huella imborrable por su talento, compromiso y calidad humana, especialmente en los momentos más difíciles de la institución.
Jugaba como mediocampista, destacándose como un "5" de clase, con visión de juego, precisión en los pases y una elegancia que lo distinguía en el campo. Es el tío del futbolista, Gastón Lodico.

## Trayectoria
Lodico debutó en la Primera División de Lanús el 29 de octubre de 1972, en un partido contra San Lorenzo bajo la dirección técnica de Ángel Amadeo Labruna. Proveniente de las inferiores del club donde fue formado por un símbolo del Club como Juan Héctor Guidi, al que se sumó en 1967 tras ser descubierto en un torneo en el Club Podestá de Lanús Oeste, rápidamente mostró su valía. En 1976, como capitán, fue una pieza clave en el ascenso de Lanús a Primera División, liderando un equipo lleno de juveniles talentosos como los hermanos Héctor y Ramón Enrique, Juan José Sánchez y Horacio Attadía, conocido como "Los Pibes del Viejo Guerra".
Sin embargo, su carrera estuvo marcada por altibajos y decisiones controversiales. En 1977, el entrenador José María Silvero lo relegó para darle lugar a Carlos Pachamé, lo que lo llevó a jugar poco ese año. Con Lanús nuevamente en el ascenso en 1978, fue cedido a préstamo a Banfield, donde fue figura pese al descenso del equipo. En 1979 regresó a Lanús, que estaba en la Primera C —el peor momento institucional del club—, y lideró el esfuerzo para devolverlo a la Primera B en 1981, junto a una generación de jóvenes de la cantera.
Su carrera terminó abruptamente en 1983, a los 31 años, tras sufrir una lesión en el oído por una mala praxis que lo condicionó físicamente. Su último partido fue el 28 de marzo de 1983 contra Deportivo Español. Curiosamente, el entrenador que asumió en Lanús ese año había estado involucrado en un incidente previo con él mientras dirigía a Español, lo que marcó el fin de su trayectoria como futbolista.
Fuera del fútbol, Lodico destacó como artista. Con la misma habilidad que mostraba con la pelota, se dedicó a la pintura, creando murales (como uno en el polideportivo de Lanús) y obras que expuso en galerías de Buenos Aires. También trabajó como letrista y, en años recientes, volvió al club como formador de juveniles, manteniendo su vínculo con la institución.
"Pino" Lodico es recordado no solo por su clase en la cancha —donde jugó más de 300 partidos con Lanús— sino por su integridad y entrega en tiempos de crisis, lo que lo convierte en un símbolo de la resiliencia granate.

## Clubes
| Equipo                 | Temporadas      |
| ---------------------- | --------------- |
| Club Atlético Lanús    | 1972-77;1979-83 |
| Club Atlético Banfield | 1978            |
| Carrera profesional    | 1972-1983       |